# Apodemus epimelas
Espèce
Synonymes
- Mus epimelas Nehring, 1902

Statut de conservation UICN

 LC  : Préoccupation mineure
Apodemus epimelas est une espèce de rongeurs de la sous-famille des Murinae.

## Distribution
Cette espèce se rencontre dans le Sud-Ouest de la Croatie, dans le Sud-Ouest de la Bosnie-Herzégovine, dans le Sud-Ouest du Monténégro, en Albanie, au Kosovo, dans l'extrême Sud de la Serbie, en Macédoine, dans le Sud-Ouest de la Bulgarie et en Grèce.

## Publication originale
- Nehring, 1902. : Ueber einige griechische Nager: Mus epimelas n. sp., Cricetulics atticus n. sp. und Myoxus nitedula Wingei n. subsp. Sitzungsberichte der Gesellschaft Naturforschender Freunde zu Berlin, vol. 1902, p. 1-7 (texte intégral).